# SPARKLE 〜筋書き通りのスカイブルー〜
『SPARKLE 〜筋書き通りのスカイブルー〜』（スパークル すじがきどおりのスカイブルー）は、GARNET CROWの2枚目のアルバム。2002年4月24日に発売された。

## 解説
最大のヒット曲「夢みたあとで」を収録した2ndアルバム。シングル「夢みたあとで」のヒットの真っ只中にリリースされたということもあり、オリコン初登場4位を記録した。この作品とベストアルバム『Best』、5thアルバム『THE TWILIGHT VALLEY』が同位でオリコン最高位を記録している。また、累計売上も最高の売上を記録している。
タイトルの『SPARKLE』は「輝き」や「きらめき」を意味し、メンバーや作品・楽曲に対する個性や才能の輝きを表している。またバンド名の一部である「GARNET」が宝石の名前であることにも意味を掛け合わせている。サブタイトルはAZUKI七の感覚によって命名された。
「pray」で和風に、「wish★」でクラブダンス系に、「Please, forgive me」でロック系にと、多様なジャンルの楽曲に挑戦するなど、バリエーション豊かな内容になっている。また、一度楽曲の歌入れが終わっても、自分たちの納得のいくものを作りたいという意向から、オールナイトで何度も楽曲のレコーディングを行うなど、作品に込める思いは強い。
前作同様ボーナストラックが収録されている。また、ブックレットは2パターン存在する。写真配列が異なっており、一部の写真は片方だけにしか掲載されていない。外部からそれを見分けることは不可能である。

## 収録曲
| 全作詞: AZUKI七、全作曲: 中村由利、全編曲: 古井弘人（特記以外）。 |                                                                                 |         |            |      |
| #                                                                 | タイトル                                                                        | 作詞    | 作曲・編曲 | 時間 |
| 1.                                                                | 「夢みたあとで」                                                                | AZUKI七 | 中村由利   | 5:01 |
| 2.                                                                | 「call my name」                                                                | AZUKI七 | 中村由利   | 4:51 |
| 3.                                                                | 「Timeless Sleep」                                                              | AZUKI七 | 中村由利   | 4:39 |
| 4.                                                                | 「pray」                                                                        | AZUKI七 | 中村由利   | 4:29 |
| 5.                                                                | 「Naked Story」                                                                 | AZUKI七 | 中村由利   | 3:51 |
| 6.                                                                | 「Last love song」                                                              | AZUKI七 | 中村由利   | 3:27 |
| 7.                                                                | 「スカイ・ブルー」                                                              | AZUKI七 | 中村由利   | 3:31 |
| 8.                                                                | 「wish★」                                                                       | AZUKI七 | 中村由利   | 4:18 |
| 9.                                                                | 「Please, forgive me」                                                          | AZUKI七 | 中村由利   | 4:20 |
| 10.                                                               | 「Holy ground」                                                                 | AZUKI七 | 中村由利   | 4:40 |
| 11.                                                               | 「Mysterious Eyes 〜dry flavor of "G" mix〜」(編曲: Miguel Sá Pessoa、古井弘人) | AZUKI七 | 中村由利   | 4:46 |
| 12.                                                               | 「Timeless Sleep 〜Flow-ing surround mix〜」(編曲: Miguel Sá Pessoa)            | AZUKI七 | 中村由利   | 4:08 |
| 合計時間:                                                         | 合計時間:                                                                       | 52:01   |            |      |

## 楽曲について
1. 夢みたあとで
10thシングル。
2. call my name
8thシングル。
3. Timeless Sleep
9thシングル。
4. pray
5. Naked Story
WOWOW191ch（BS 5ch）日韓共同制作アニメ『パタパタ飛行船の冒険』オープニングテーマ。
6. Last love song
7thシングル。
7. スカイ・ブルー
TBS系『サンデージャポン』エンディングテーマ。
8. wish★
9. Please, forgive me
10. Holy ground
札幌テレビ制作・日本テレビ系『爆笑問題のススメ』エンディングテーマ。
11. Mysterious Eyes 〜dry flavor of "G" mix〜
1stシングルのリミックスバージョン。元BrufordのギタリストJohn Clarkが参加
12. Timeless Sleep 〜Flow-ing surround mix〜
9thシングルのリミックスバージョン。

## 演奏
- 中村由利：Vocal, Chorus
- AZUKI七、古井弘人：Keyboards
- 岡本仁志：Guitar, Chorus
- 大賀好修：Guitar
- ミゲル・サ・ペソア：Keyboards (#11)
- Aaron Hsu Flanders：Acoustic Guitar (#11)
- John Clark：Electric Guitar (#11)